# Ihor Hončar
Ihor Viktorovyč Hončar (in ucraino Ігор Вікторович Гончар?; Černivci, 10 gennaio 1993) è un calciatore ucraino, difensore del Muras Junajted.

## Carriera

### Club
Il 1º luglio 2016 viene acquistato dalla squadra slovacca del Senica.

### Nazionale
Nel 2014 ha giocato 5 partite con la nazionale ucraina Under-21.